# R.U.R.
R.U.R. (în cehă: Rossumovi Univerzální Roboti) este o piesă de teatru SF în trei acte din 1920 a scriitorului ceh Karel Čapek.
Cuvântul robot este de origine slavă și se poate traduce prin iobag obligat la clacă sau muncă silnică. Karel Čapek a descris în piesa sa R.U.R. muncitori de asemănare umană, care sunt crescuți în rezervoare. Čapek folosește în lucrarea sa motivele clasice de golem. Denumirea de astăzi a creaturilor lui Čapek este de android.
În limba română a fost publicată de Editura pentru Literatura Universală (1968, ediția a II-a).

## Legături externe
- R.U.R. Arhivat în 6 aprilie 2019, la Wayback Machine., Teatrul Național „Radu Stanca” din Sibiu-Secția Germană, Sibiu 2018, regia Vlad Cristache, accesat la 1 mai 2019
- R.U.R., regizorcautpiesa.ro, accesat la 1 mai 2019
- Mircea Morariu - Roboții față în față cu ultimul om, Adevărul, adus la 5 martie 2018, accesat la 7 aprilie 2019

## Vezi și
- Științifico-fantasticul în Cehia
- Teatru științifico-fantastic